# Perepilciînți, Șarhorod
Perepilciînți (în ucraineană Перепільчинці) este o comună în raionul Șarhorod, regiunea Vinnița, Ucraina, formată numai din satul de reședință.

## Demografie
Componența lingvistică a satului Perepilciînți
     Ucraineană (99,04%)
     Alte limbi (0,69%)
Conform recensământului din 2001, majoritatea populației satului Perepilciînți era vorbitoare de ucraineană (99,04%), existând în minoritate și vorbitori de alte limbi.